# Sansevieria gracilis
Sansevieria gracilis är en sparrisväxtart som beskrevs av Nicholas Edward Brown. Sansevieria gracilis ingår i släktet bajonettliljor, och familjen sparrisväxter.

## Underarter
Arten delas in i följande underarter:
- S. g. gracilis
- S. g. humbertiana

## Bildgalleri

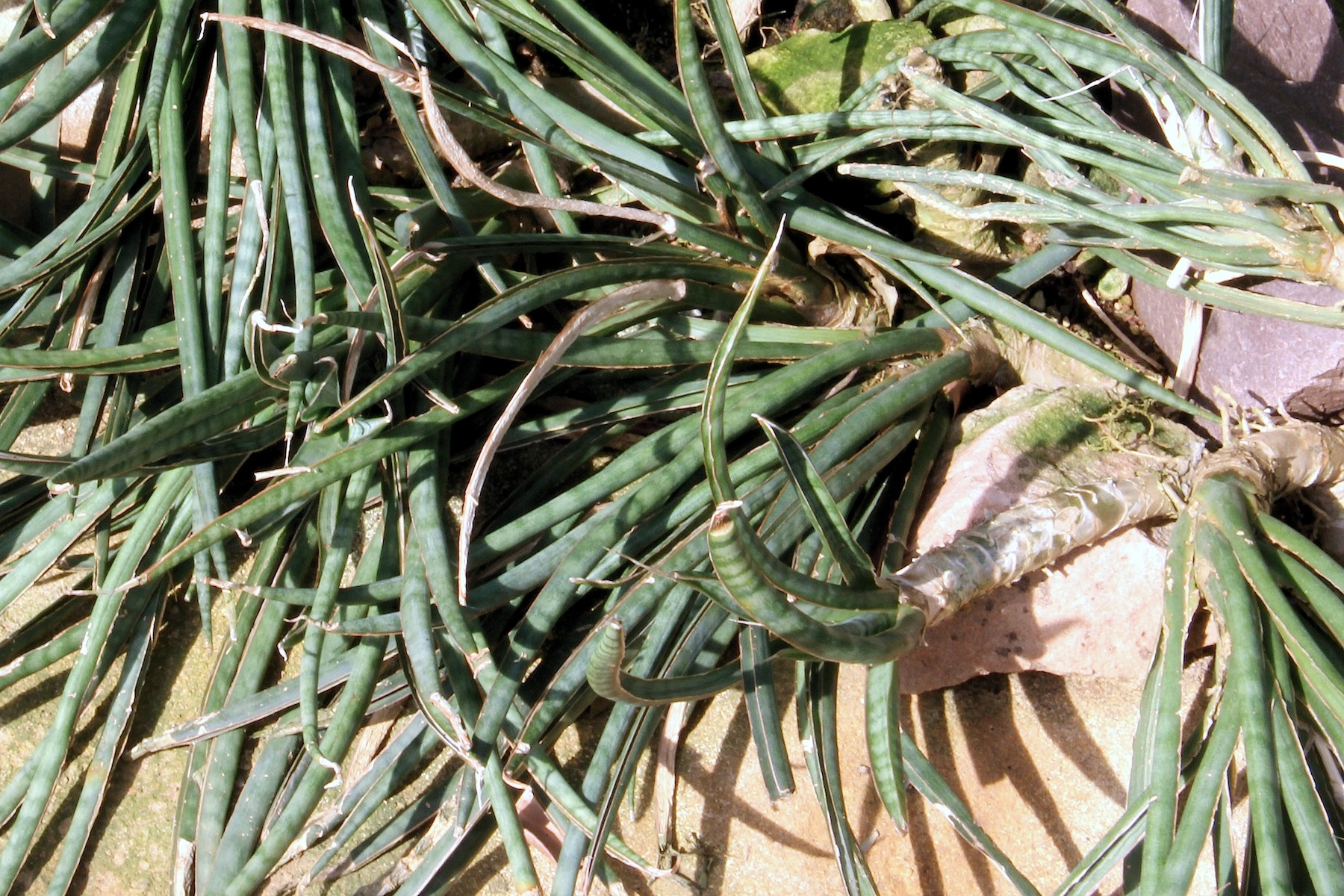
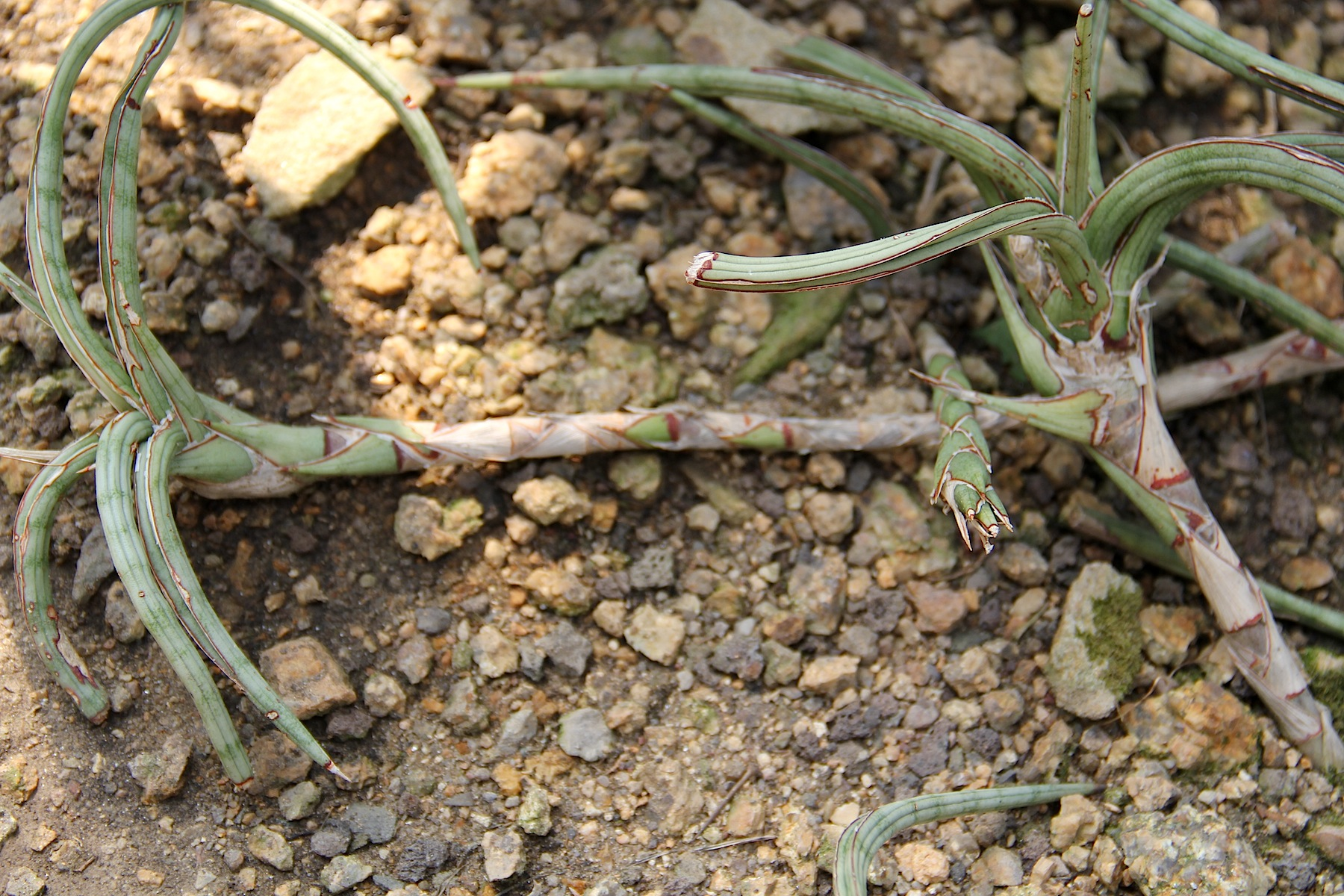